# NGC 1832
NGC 1832 (również PGC 16906) – galaktyka spiralna z poprzeczką (SBbc), znajdująca się w gwiazdozbiorze Zająca. Odkrył ją William Herschel 4 lutego 1785 roku.
W galaktyce tej zaobserwowano dwie supernowe: SN 2004gq oraz SN 2009kr.